# Ketos (Paranggupito)
Ketos is een bestuurslaag in het regentschap Wonogiri van de provincie Midden-Java, Indonesië. Ketos telt 2091 inwoners (volkstelling 2010).